# Peccatum
Peccatum var ett norskt black metal-band från Notodden som existerade 1998–2006. Gruppen bildades av Ihsahn (Vegard Tveitan) från Emperor, dennes fru Ihriel (Heidi Tveitan) och hennes bror Lord PZ (Pål Solberg). Bandet spinner vidare på de orkestrala bitarna från Emperors senare skivor men med en klarare inriktning mot de klassiska influenserna. I bandet står Ihsahn för all musik och alla tre bidrar med sång. Lord PZ lämnade bandet efter skivan Amor Fati.

## Medlemmar
- Vegar Sverre Tveitan (Ihsahn) – sång, gitarr, basgitarr, keyboard, programmering (1998–2006)
- Heidi Solberg Tveitan (Ihriel) – sång, keyboard (1998–2006)
- Pål Solberg (Lord PZ) – sång (1998–2001)

## Diskografi
Album
- 1999 – Strangling from Within
- 2000 – Amor Fati
- 2004 – Lost in Reverie

EP-skivor
- 2000 – Oh, My Regrets
- 2005 – The Moribound People